# Papa Pio II
Pio II (em latim: Pius II), nascido Enea Silvio Piccolomini; (Corsignano, 18 de outubro de 1405 — Ancona, 14 de agosto de 1464) foi o Papa da Igreja Católica e Soberano dos Estados Papais de 19 de agosto de 1458 até a data de sua morte. Nascido no território sienês de uma família nobre, porém em decadência, também foi um intelectual autor de diversas obras.

## Biografia
Nasceu em Corsignano, perto de Siena, em uma família antiga. Filho de Silvio Piccolomini, patrício de Siena, e Vittoria Forteguerri. Eles tiveram vinte e um filhos. Seu primeiro nome também é listado como Ænea. Tio do Papa Pio III. Tio-avô do Cardeal Giovanni Piccolomini (1517). Parente do Cardeal Niccolò Fortiguerra (1460), por parte de mãe. Outros cardeais da família foram Celio Piccolomini (1664); Enea Silvio Piccolomini (1766); e Giacomo Piccolomini (1844). Ele foi chamado de Cardeal de Siena.
Enea estudou jurisprudência no estúdio de Siena, 1424-1428; ficou com a família de' Lolli, tio paterno; revelou-se um "poeta latino"; mais tarde, estudou por dois anos em Florença, 1429-1431; e foi para Bolonha, Ferrara, Pádua e Milão. Retornou a Siena em 1432.
Secretário do Cardeal Domenico Capranica; foi com ele ao Concílio de Basileia na primavera de 1432. Tornou-se secretário do bispo de Freising. De 1433 a 1434, foi secretário do Cardeal Niccola Albergati, O.Carth., bispo de Bolonha; acompanhou o cardeal em suas viagens a Milão, Bolonha e Basileia. Em 1435, foi a Siena, Florença e Milão com o Bispo Bartolomeo de Novara; também estava a serviço de Filippo Maria Visconti; ainda viajou para Arras com o Cardeal Albergati e foi seu embaixador na Escócia ante o Rei Jaime I; também visitou partes da Inglaterra e também Londres.
No ano seguinte, 1436, deixou o serviço do Cardeal Albergati e retornou a Basileia, onde o conselho o nomeou scriptor; mais tarde abbreviatore; e finalmente, chefe dos abbreviatori; Enea escreveu um Commentarium sobre o Concílio, do qual participou até 1444. Em 1438, o Papa Eugênio IV foi deposto em Basiléia e em 1439, Amadeu VIII, duque de Saboia, foi eleito Antipapa Félix V. Ele foi secretário do antipapa de 1439 a 1442. Neste último ano, Piccolomini foi enviado pelo Concílio para a Dieta de Frankfort-sur-le-Mein; ele deixou o Antipapa Félix V e entrou na chancelaria de Frederico, rei dos romanos, a quem acompanhou até a Áustria. Ele foi coroado como poeta por Frederico em 27 de julho de 1442 e esteve com o rei até o ano seguinte. Em 1444, ele realizou várias missões e fez parte de embaixadas em nome de Frederico. Em 1445, ele foi enviado a Roma ante o Papa Eugênio IV para tentar acabar com o cisma.
Enea entrou no estado eclesiástico naquele mesmo ano. Em 8 de fevereiro de 1446, foi nomeado secretário papal. De 1446 a 1447, foi à Dieta de Frankfort-sur-Marne para obter o reconhecimento do Papa Eugênio IV pelos príncipes alemães; mais tarde, falou em nome deles em um consistório; e o acordo foi selado com as bulas papais de 5 e 7 de fevereiro de 1447. Recebeu o subdiaconato e o diaconato pouco antes de ser ordenado padre, em 4 de março de 1447 em Viena. Foi um dos guardiões do conclave de março de 1447 e escreveu sua história. Na coroação do novo Papa Nicolau V em 19 de março de 1447, ele desempenhou as funções de subdiácono apostólico, carregando a cruz diante do pontífice.

## Episcopado e cardinalato
Eleito bispo de Trieste em 17 de abril de 1447; tomou posse da sé em 5 de junho. Consagrado em 15 de agosto, na catedral metropolitana de Santo Estevão, Viena, pelo cardeal Juan Carvajal, bispo de Plasencia. Ainda em 1447, ele fez parte de uma embaixada do rei Frederico em Milão para tentar obter seu ducado após a morte do duque Filippo Maria Visconti. Foi nomeado delegado do rei na Dieta de Aschaffenbourg para obter o reconhecimento do Papa Nicolau V; ele escreveu ao papa da Alemanha em 25 de novembro de 1448. Transferido para a sé de Siena em 24 de outubro de 1449; confirmado pelo papa em 23 de setembro de 1450; ocupou a sé até sua eleição para o papado. Ele foi a Roma para o Jubileu de 1450.
Encarregado de uma missão perante o papa para a coroação do Sacro Imperador Romano Frederico III; e mais tarde, perante o rei de Nápoles para o casamento do imperador com a Princesa Leonor de Portugal, irmã do Rei Alfonso V, e sobrinha, por parte de mãe, de Alfonso il Magnanimo, rei de Nápoles; ele foi bem-sucedido em ambas as missões. Em 1451, o Bispo Piccolomini foi enviado à Boêmia para propor um acordo e conciliação com os Hussitas; em uma carta ao seu amigo íntimo e superior, o Cardeal Carvajal, ele relatou a missão. Ele conheceu o imperador em Siena em 4 de fevereiro de 1452 e o acompanhou a Roma; o Papa Nicolau V celebrou a cerimônia de casamento de Frederico e Leonor em 16 de março de 1452 e os coroou em 19 de março; Frederico foi o último imperador a ser coroado em Roma.
Em 25 de abril de 1452, o bispo pronunciou, diante do papa, um longo e forte discurso sobre a necessidade de conter o avanço dos turcos e responder à invasão deles na península balcânica, como um primeiro passo em direção a uma cruzada. Mais tarde, naquele ano, ele acompanhou o imperador e sua esposa em seu retorno à Áustria, então, ele foi para Viterbo, Siena, Florença, Bolonha e Modena. O bispo Piccolomini foi para Graz em julho de 1453 e foi o delegado do imperador para a Dieta de Frankfurt em outubro de 1454; e mais tarde, para a Dieta de Neustadt em fevereiro de 1455. Junto com os cardeais Nicolaus von Cusa e Juan Carvajal, ele sustentou a necessidade de uma cruzada contra os turcos, especialmente, após a conquista de Constantinopla em 29 de maio de 1453. Ele foi a Roma para a morte do Papa Nicolau V em março de 1455; compôs seu epitáfio em latim e em verso. Enea narrou o conclave de abril de 1455. Ele foi encarregado pelo imperador de apresentar sua obediência ao novo Papa Calisto III. Foi para Veneza em julho de 1455 e não retornou a Roma até o dia 10 de agosto seguinte; ele fez a declaração de obediência no consistório público celebrado alguns dias depois; passou o inverno em Roma. Nomeado escritor de breves apostólicos. Nomeado membro de uma embaixada de Siena perante o rei de Nápoles em abril de 1456; ele estava em Nápoles em julho e agosto seguintes.
Criado cardeal-presbítero no consistório de 17 de dezembro de 1456; recebeu o chapéu vermelho e o título de S. Sabina em 18 de dezembro de 1456. Eleito camerlengo do Sagrado Colégio dos Cardeais em 26 de janeiro de 1457 por um ano. Nomeado bispo de Ermland em 12 de agosto de 1457; ocupou a sé até sua eleição para o papado. Na primavera de 1458, ele terminou de escrever Historia Friderici Tertii et Austriae e em junho do mesmo ano, nas termas de Viterbo, enquanto se recuperava da gota, escreveu Storia del popolo Boemo. Retornou a Roma em junho de 1458 e, logo depois, deixou a cidade devido à peste; voltou para Viterbo, onde escreveu suas memórias. Retornou a Roma com a morte do Papa Calisto III e participou do conclave de 1458.

## Papado
Eleito em 19 de agosto de 1458, tomou o nome de Pio II. Foi coroado nos degraus da basílica patriarcal do Vaticano em 3 de setembro, pelo cardeal protodiácono Prospero Colonna. Pio II criou treze cardeais em três consistórios. Providenciou a reurbanização de sua cidade natal, Corsignano, que passou doravante a chamar-se Pienza, tirando o seu nome de Pio.
Pio II notabilizou-se como poeta e humanista. Foi o autor do livro erótico "História de dois amantes", escrito antes de ser Papa. A obra inclui ilustrações eróticas e conta a história de Lucretia e Euryalus, que se conhecem num funeral e trocam olhares convidativos. No entanto, Lucretia é casada com um homem mais velho e ciumento, o que a obriga a trocar mensagens apaixonadas com Euryalus apenas por carta. A história de sua vida, Comentários, a única autobiografia já feita por um papa e dirigindo-se a um bispo da Igreja, em 1462, condenou a redução à escravidão dos recém convertidos.

O papa Pio II faleceu em 14 de agosto de 1464, às 23h, em Ancona; foi assistido por Benzi Socino, um médico amigo do papa desde que estudou em Ferrara. Seu precórdio foi depositado no coro da igreja de S. Ciriaco, Ancona; seu corpo foi levado para Roma e enterrado na basílica patriarcal do Vaticano; mais tarde, foi transferido para a igreja de S. Andrea della Valle, Roma.